# 1121 (عدد)
 1121 هو عدد صحيح، يلي العدد 1120 ويسبق العدد 1122.

## في الرياضيات

### خصائص
- عدد طبيعي.[3]
- عدد فردي.[4][5]
- عدد موجب،[6] السالب منه هو - 1121.[7]

## في التاريخ
- 1121 هـ هي سنة في التقويم الهجري.
- هي سنة  1121 م في التقويم الميلادي.

## وصلات خارجية
الأعداد الصاتمة، ديوان اللغة العربية.